# Ernesto Teodoro Moneta
Ernesto Teodoro Moneta (20. září 1833 Milán – 10. února 1918 tamtéž) byl italský novinář, nacionalista, revoluční voják a později pacifista, roku 1907 obdržel Nobelovu cenu míru společně s Louisem Renaultem.
Jeho heslo „In varietate unitas“ (V různorodosti je jednota) inspirovalo motto Evropské unie – In varietate concordia (Jednotná v rozmanitosti).
Jako patnáctiletý chlapec se účastnil Pěti dní Milána, což byla jedna z bitev První italské války o nezávislost. Poté navštěvoval vojenskou akademii ve městě Ivrea. Po studiu se zapojil do Garibaldiho Expedice tisíce a v roce 1866 bojoval v řadách italské armády proti Rakušanům.
Přestože byl vášnivým italským nacionalistou, zkušenosti války jej proměnily v pacifistu.
V letech 1867–1896 pracoval jako editor milánského demokratického deníku Il Secolo. V roce 1887 založil Lombardsou asociaci pro mír a arbitráže (Unione Lombarda per la Pace e l'Arbitrato), která vyzvala k odzbrojení a vytvoření Společnosti národů. Za toto úsilí společně s Louisem Renaultem získal v roce 1907 Nobelovu cenu míru.
V posledních letech života však u něj převládl italský nacionalismus před pacifismem, podpořil jak italské dobytí Libye v roce 1912, tak vstup Itálie do první světové války v roce 1915.